# Карел Обершлик
Карел Обершлик (Требич, 29. децембар 1888 - Београд, 16. децембар 1972) је био генерал-мајор санитетске службе ЈНА.

## Биографија
Докторирао на Медицинском факултету у Бечу 1914. У аустроугарској војсци капетан, а у Југословенској војсци санитетски пуковник. Краљевским указом од 2. јануара 1920. постављен је за контрактуалног љекара друге класе. Војну санитетску службу је почео као секундарни љекар у чину санитетског капетана прве класе Сталне војне болнице Друге армијске области (1924–1927), затим је био шеф Хируршког одјељења Врбаске сталне војне болнице у Бањој Луци у чину санитетског мајора (1927–1928) и в. д. шефа Хируршког одјељења Сталне војне болнице Четврте армијске области у Загребу (1928) и потом шеф Одјељења за болести ушију, носа и грла Сталне војне болнице Четврте армијске области до 1936, када је разријешен дужности. Хирургију је специјализовао 1926–1927. у Француској. У чин санитетског пуковника унапријеђен је 1937. На почетку Другог свјетског рата радио је као хирург у болници у Копривници. У НОВЈ је ступио 1943, а члан КПЈ је од 1944. У рату је био управник партизанске-болнице 6. корпуса НОВЈ на Псуњу (Славонија), После рата биоо је управник болнице армије и председник Главне војнолекарске комисије ЈНА. Одликован је Орден заслуга за народ са златном звездом, Орден братства и јединства са сребрним вијенцем, Орденом за храброст и др. Преминуо је 1972. године